# دوسر أجرد
دوسر أجرد (الاسم العلمي:Aegilops mutica) هي نوع نباتي يتبع جنس الدوسر من الفصيلة النجيلية. 
يخرج علماء النبات هذا النوع من جنس الدوسر ويضعونه ضمن جنس آخر تحت اسم (باللاتينية: Amblyopyrum muticum).